# 同志社大学商学部

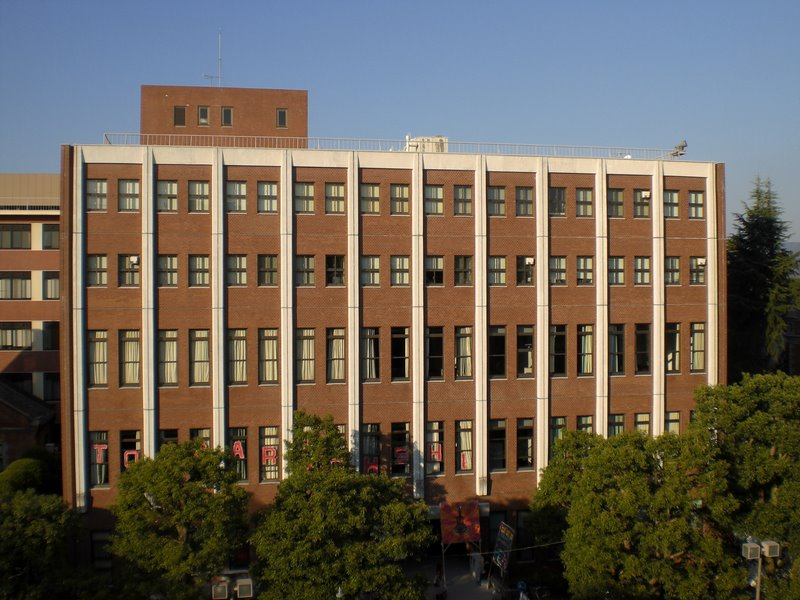
至誠館

同志社大学商学部（どうししゃだいがくしょうがくぶ、英称：Faculty of commerce）は、同志社大学に設置される商学部。キャンパスは今出川キャンパス。

## 概要
同志社大学商学部では、国内外の企業や産業が直面する諸課題を認識し、幅広い知識と深い洞察力にもとづいて理解することができるようにカリキュラムを用意している。
商学部のカリキュラムは、導入科目、入門科目、学系基礎科目Ⅰ、学系基礎科目Ⅱ、学系展開科目、実践科目、専門外国語科目、演習科目、隣接科目、教養科目、自主選択科目で構成される。
また、同志社大学商学部は、「経済・歴史学系」、「商業・金融学系」、「貿易・国際学系」、「企業・経営学系」、「簿記・会計学系」の５つの学系で大きく構成され、学生はいずれかを選んで専門分野を深く学んでいく。
同志社大学では、入学者全員に英語のプレイスメントテストを入学前に受験する。この試験結果に基づき、入学後の外国語教育科目（英語）を習熟度別（レベル別）にクラス分けを行う。
さらに、同志社大学商学部は、商学部の学生がグローバルに活躍できるように、「TOEIC/TOEFL-iBT：730点/79点」を取得する学生の増加、短期留学、海外体験などをする学生の増加を目指して、様々なプログラムを用意している。

## 沿革
- 1922年（大正11年） - 専門学校令により「同志社専門学校」が誕生。そのうちの１つが高等商業部。
- 1929年（昭和04年） - 高等商業部が岩倉新校舎に移転。
- 1931年（昭和06年） - 高等商業部は同志社専門学校から独立し、同志社高等商業学校と改称。
- 1935年（昭和10年） - 神棚事件が起こる。
- 1944年（昭和19年） - 同志社経済専門学校と改称。
- 1945年（昭和20年） - 岩倉校地を三菱発動機研究所と同発動機製作所に提供して今出川に移転（終戦後岩倉に戻る）[3]。
- 1949年（昭和24年） - 同志社大学商学部の設立。
- 1950年（昭和25年） - 学院商学研究科　修士課程商学専攻の設置。
- 1952年（昭和27年） - 旧制同志社経済専門学校廃止。
- 1957年（昭和32年） - 学院商学研究科　博士課程金融・貿易専攻の設置。
- 1965年（昭和40年） - 大学院商学研究科　博士課程の専攻名を商学専攻に改称。
- 1975年（昭和50年） - 大学院商学研究科　商学専攻博士課程を前期課程・後期課程に改称。
- 1986年（昭和61年） - 京田辺校舎の開校に伴い、商学部１年・２年の学生の授業を京田辺校舎で開講。
- 1994年（平成06年） - 大学院商学研究科　研究者コース、専門職コースの設置。
- 1997年（平成09年） - 商学部で昼夜開講制を実施。
- 1998年（平成10年） - 商学部、大学院商学研究科ででセメスター制を実施。
- 1999年（平成11年） - 商学部商学科と学科名を表示。
- 2004年（平成16年） - 大学院商学研究科　研究者コース、専門職コースを統合。
- 2013年（平成25年） - キャンパス再編により、商学部1年から4年を今出川校舎で実施。商学部総合コース、フレックス総合コースを設置。
- 2018年（平成30年） - 大学院商学研究科博士課程にファイナンス・マーケティング・マネジメント・アカウティングの４コースの設置。
- 2022年（令和04年） - 同志社商学部の創立100周年を迎える。

## 組織
商学部
- 商学科

大学院
- 大学院商学研究科博士課程
- ファイナンスコース
- マーケティングコース
- マネジメントコース
- アカウティングコース

## 学部長
- 上田雅弘（2020年 - ）

## 刊行物
同志社大学商学部は定期的に以下の冊子（紀要）を刊行している。
- 「同志社商学」

## 出身者
- カズレーザー（お笑い芸人）
- レイザーラモンHG（お笑い芸人）

## 交通アクセス
今出川キャンパス
所在地：京都市上京区今出川通り烏丸東入
- 地下鉄烏丸線「今出川駅」から徒歩1分

- 京阪電車「出町柳駅」から徒歩15分

- バス停「烏丸今出川」から徒歩1分